# Free (песня Zac Brown Band)
«Free» — песня американской кантри-группы Zac Brown Band. Она вышла 12 апреля 2010 года в качестве пятого сингла с дебютного студийного альбома The Foundation на лейбле Southern Ground/Atlantic Nashville и 1 мая дебютировала в кантри-чарте. Песню написал Зак Браун. Сингл стал четвёртым чарттоппером группы в кантри-чарте США.
Песня была номинирована на премию Грэмми в категории Best Country Performance by a Duo or Group with Vocal и Best Country Song на 53-й церемонии.

## История
Музыкальное видео с концертным выступлением было выпущено для CMT в мае 2010 года. Выступление было взято с DVD группы Pass The Jar, и в нем приняли участие Joey + Rory. Видео для студийной версии было выпущено 28 мая 2010 года. Оба видео были сняты Дарреном Доаном.

## Отзывы
«Free» получила в основном положительные отзывы критиков: Roughstock, Allmusic.

## Чарты
«Free» — четвертый сингл с дебютного альбома группы, который достиг первого места в чарте Hot Country Songs, датированном неделей, закончившейся 21 августа 2010 года. Это делает Zac Brown Band первой группа в стиле кантри имеющей четыре сингла номер один с дебютного альбома с тех пор, как Brand New Man группы Brooks & Dunn произвел также четыре сингла номер один в период с 1991 по 1992 год.

### Еженедельные чарты
| Чарт (2010)                         | Высшая позиция |
| ----------------------------------- | -------------- |
| Канада (Billboard Canadian Hot 100) | 59             |
| США (Billboard Hot 100)             | 34             |
| США (Billboard Adult Pop Airplay)   | 37             |
| США (Billboard Hot Country Songs)   | 1              |

### Годовые итоговые чарты
| Чарт (2010)                    | Позиция |
| ------------------------------ | ------- |
| США (Country Songs, Billboard) | 36      |

## Сртификации
| Регион                                                                      | Сертификация | Продажи   |
| --------------------------------------------------------------------------- | ------------ | --------- |
| США (RIAA)                                                                  | Платиновый   | 1 000 000 |
| Данные о продажах + прослушиваниях приведены только на основе сертификации. |              |           |